# Équipe cycliste Kinan Racing

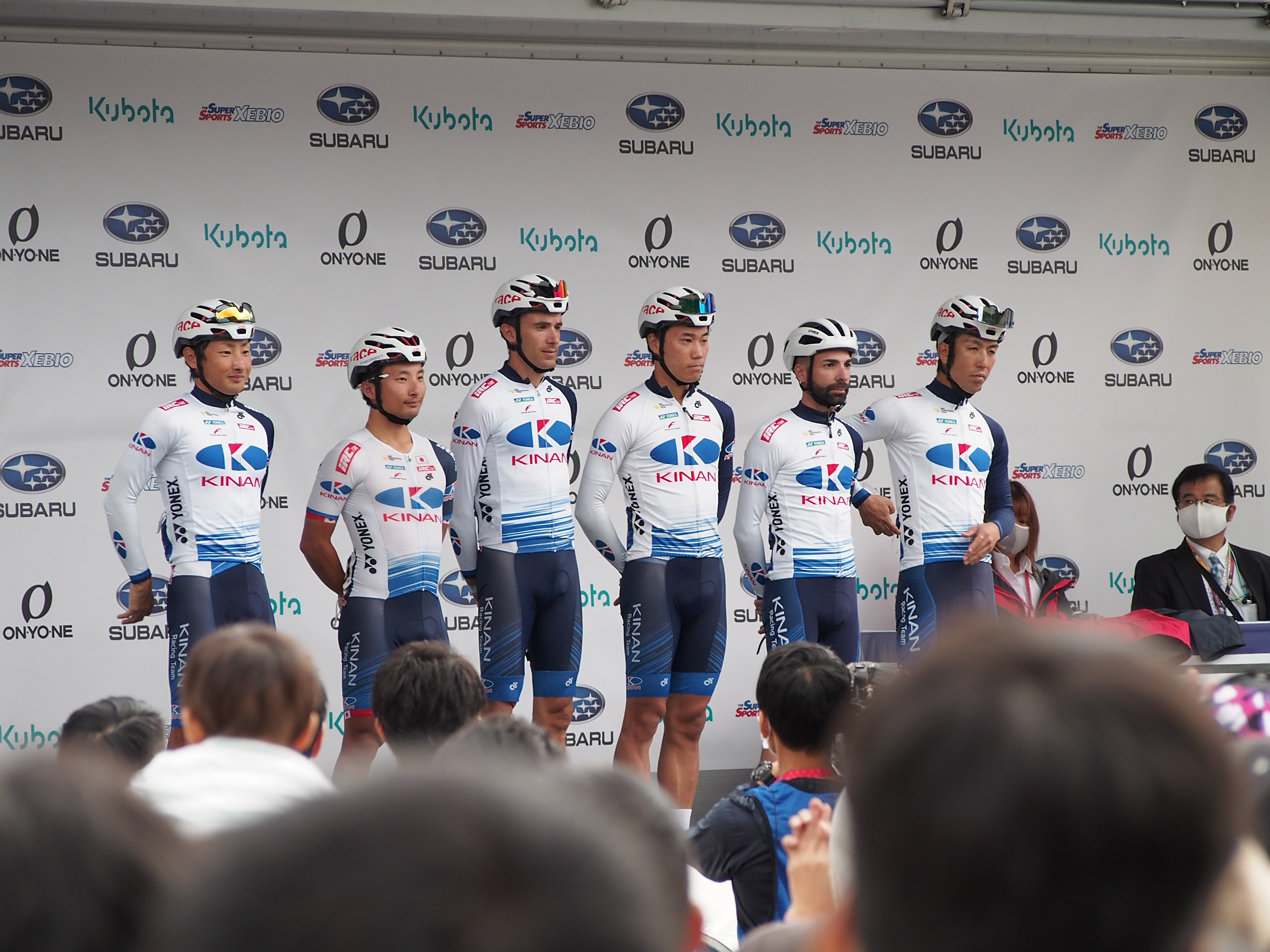

L'équipe cycliste Kinan Racing (officiellement Kinan Racing Team) est une équipe cycliste continentale japonaise fondée en 2015.

## Histoire de l'équipe
L'équipe est fondée en 2015 et reçoit une licence d'équipe continentale. Onze coureurs composent son effectif : Keisuke Aso, Kosuke Aso, Jai Crawford, Loïc Desriac, Ricardo García Ambroa (à partir du 1er août), Gregor Gazvoda, Kenji Itami, Kyohei Mizuno, Shigetomo Nakanishi, Ryōma Nonaka et Masamichi Yamamoto.

## Principales victoires

### Courses d'un jour
- Oita Urban Classic : Ryan Cavanagh (2023)

### Courses par étapes
- Tour de l'Ijen : Jai Crawford (2016)
- Tour des Philippines : Jai Crawford (2017)
- Tour de Flores : Thomas Lebas (2017)
- Tour de Hokkaido : Marcos García (2017)
- Tour du Japon : Marcos García (2018)
- Sri Lanka T-Cup : Yasuharu Nakajima (2018)
- Tour d'Indonésie : Thomas Lebas (2019)
- Tour de la Péninsule : Marcos García (2019)

### Championnats continentaux
- Championnat d'Asie sur route : 1
  - Course en ligne espoirs : 2018 (Masaki Yamamoto)

### Championnats nationaux
- Championnats d'Estonie sur route : 1
  - Contre-la-montre : 2025 (Rein Taaramäe)
- Championnats du Japon : 1
  - Course en ligne : 2018 (Genki Yamamoto)

## Classements UCI
L'équipe participe aux circuits continentaux et principalement à des épreuves de l'UCI Asia Tour. Les tableaux ci-dessous présentent les classements de l'équipe sur les différents circuits, ainsi que son meilleur coureur au classement individuel.
UCI Asia Tour
| UCI Asia Tour | UCI Asia Tour          | UCI Asia Tour                             | UCI Asia Tour |
| Année         | Classement par équipes | Meilleur coureur au classement individuel |               |
| ------------- | ---------------------- | ----------------------------------------- | ------------- |
| 2015          | 68e                    | Jai Crawford (193e)                       |               |
| 2016          | 10e                    | Ricardo García Ambroa (57e)               |               |
| 2017          | 7e                     | Thomas Lebas (11e)                        |               |
| 2018          | 1er                    | Thomas Lebas (5e)                         |               |
| 2019          | 7e                     | Genki Yamamoto (94e)                      |               |
| 2020          | 15e                    | -                                         |               |
| 2021          | 5e                     | Masaki Yamamoto (4e)                      |               |
| 2022          | 5e                     | Masaki Yamamoto (31e)                     |               |
| 2023          | 9e                     | Genki Yamamoto (47e)                      |               |
| 2024          | 9e                     | Taishi Miyazaki (68e)                     |               |
|               |                        |                                           |               |
| Source : UCI  |                        |                                           |               |

UCI Europe Tour
| UCI Europe Tour | UCI Europe Tour        | UCI Europe Tour                           | UCI Europe Tour |
| Année           | Classement par équipes | Meilleur coureur au classement individuel |                 |
| --------------- | ---------------------- | ----------------------------------------- | --------------- |
| 2019            | -                      | Thomas Lebas (216e)                       |                 |
| 2020            | -                      | Thomas Lebas (692e)                       |                 |
| 2021            | -                      | Thomas Lebas (814e)                       |                 |
| 2022            | -                      | Thomas Lebas (364e)                       |                 |
| 2023            | -                      | Thomas Lebas (915e)                       |                 |
| 2024            | -                      | Thomas Lebas (787e)                       |                 |
|                 |                        |                                           |                 |
| Source : UCI    |                        |                                           |                 |

UCI Oceania Tour
| UCI Oceania Tour | UCI Oceania Tour       | UCI Oceania Tour                          | UCI Oceania Tour |
| Année            | Classement par équipes | Meilleur coureur au classement individuel |                  |
| ---------------- | ---------------------- | ----------------------------------------- | ---------------- |
| 2023             | -                      | Drew Morey (22e)                          |                  |
| 2024             | -                      | Ryan Cavanagh (18e)                       |                  |
|                  |                        |                                           |                  |
| Source : UCI     |                        |                                           |                  |

Depuis 2016, l'équipe est également classée au Classement mondial UCI qui prend en compte toutes les épreuves UCI et concerne toutes les équipes UCI.
| Classement mondial | Classement mondial     | Classement mondial                        | Classement mondial |
| Année              | Classement par équipes | Meilleur coureur au classement individuel |                    |
| ------------------ | ---------------------- | ----------------------------------------- | ------------------ |
| 2016               | -                      | Ricardo García Ambroa (545e)              |                    |
| 2017               | -                      | Thomas Lebas (291e)                       |                    |
| 2018               | -                      | Thomas Lebas (238e)                       |                    |
| 2019               | 73e                    | Thomas Lebas (264e)                       |                    |
| 2020               | 136e                   | Thomas Lebas (872e)                       |                    |
| 2021               | 99e                    | Masaki Yamamoto (443e)                    |                    |
| 2022               | 65e                    | Thomas Lebas (458e)                       |                    |
| 2023               | 66e                    | Drew Morey (307e)                         |                    |
| 2024               | 67e                    | Ryan Cavanagh (309e)                      |                    |
|                    |                        |                                           |                    |
| Source : UCI       |                        |                                           |                    |

## Kinan Cycling Team en 2022
| Cycliste          | Date de naissance | Nationalité | Équipe 2021        |  |
| ----------------- | ----------------- | ----------- | ------------------ |  |
| Yuta Arai         | 19 juillet 1995   | Japon       | Kinan Cycling Team |  |
| Yudai Arashiro    | 3 juillet 1995    | Japon       | Kinan Cycling Team |  |
| Shinpei Fukuda    | 22 novembre 1987  | Japon       | Kinan Cycling Team |  |
| Marcos García     | 4 décembre 1986   | Espagne     | Kinan Cycling Team |  |
| Kiyomasa Hanada   | 31 juillet 1998   | Japon       | Kinan Cycling Team |  |
| Yusuke Hatanaka   | 21 juin 1985      | Japon       | Kinan Cycling Team |  |
| Kazutoshi Kariya  | 29 mars 2001      | Japon       |                    |  |
| Itsuki Koide      | 22 octobre 1999   | Japon       |                    |  |
| Thomas Lebas      | 14 décembre 1985  | France      | Kinan Cycling Team |  |
| Yasuharu Nakajima | 27 décembre 1984  | Japon       | Kinan Cycling Team |  |
| Hiroyuki Suzuki   | 17 août 1983      | Japon       |                    |  |
| Genki Yamamoto    | 19 novembre 1991  | Japon       | Kinan Cycling Team |  |
| Masaki Yamamoto   | 8 janvier 1996    | Japon       | Kinan Cycling Team |  |